# Джанис Картър
Джанис Картър (на английски: Janis Carter) е американска актриса.

## Биография
Родена е на 10 октомври 1913 година в Кливланд, Охайо. След като завършва математически колеж, тя се премества в Ню Йорк, където мечтае да започне кариера като оперна певица. Не ѝ потръгва в операта и тя решава да опита късмета си на Бродуей. Там е забелязана от продуцента Дарил Ф. Занук, който е поразен от таланта на младата певица и актриса и подписва договор с нея за заснемане на филм.
Актьорската ѝ кариера започва да се развива успешно и Джанис Картър се премества в Холивуд. От 1941 година тя участва в повече от 30 филма на Туентиът Сенчъри Фокс, Метро-Голдуин-Майер, Кълъмбия Пикчърс и RKO. Участва във филмите „Нощният редактор“ (1946), „Рамка“ (1947) с Глен Форд и „Обичам трудностите“ (1948), а в „Летящите морски пехотинци“ (1951) участва заедно с Джон Уейн.
През 50-те години Картър се завръща в Ню Йорк, където започва да работи в телевизията, снима се в комедии, драми и дори води известно време свое собствено предаване. През 1956 година актрисата се омъжва и завинаги напуска актьорската си кариера. Умира на 30 юли 1994 година от инфаркт на 80-годишна възраст.

## Избрана филмография
| Година | Филм     | Оригинално заглавие | Роля           | Режисьор     |
| ------ | -------- | ------------------- | -------------- | ------------ |
| 1951   | Санта Фе | Santa Fe            | Джудит Чандлър | Ървинг Пичел |